# Гуменюк Василь Васильович
Васи́ль Васи́льович Гуменю́к (Противсі́х) (нар. 15 жовтня 1946, с. Олешків, Станіславська область) — український політик. Відомий тим, що напередодні виборів Президента України 2010 змінив прізвище на «Противсіх» і балотувався на пост Президента.

## Життєпис

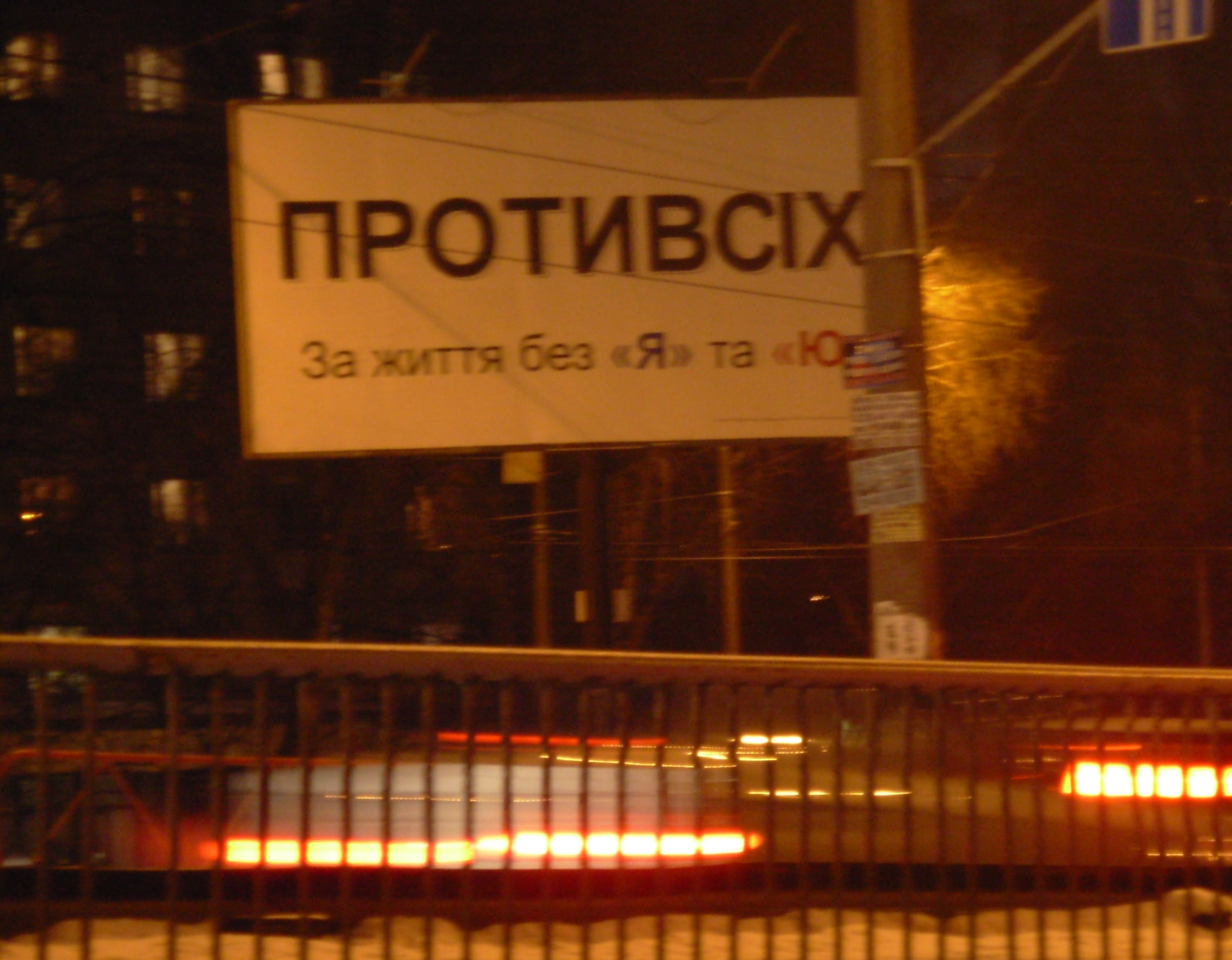
Агітаційний плакат Василя Противсіх на виборах Президента України 2010

Починав працювати будівельником у 1964 році. Після служби у війську вступив до Львівського університету на юридичний факультет, який закінчив 1975 року. Працював у складі студентської будбригади в місті Сургут (Тюменська область), за їхню працю одну з вулиць міста було названо «Львівською». Був інструктором Івано-Франківського облвиконкому, з 1984 по 1991 року — голова міста Яремче (до того 5 років був заступником голови). Був членом КПРС.
Працював головою Івано-Франківської митниці. У перші роки незалежності був постійним представником України у СНД. 2006 року балотувався у мери Івано-Франківська. 2007 року був зареєстрований кандидатом у народні депутати України від виборчого блоку КУЧМА під № 23.
Проживає в Івано-Франківську, був президентом Івано-Франківської торгово-промислової палати [Архівовано 3 червня 2022 у Wayback Machine.] до 13 серпня 2015 року, коли був звільнений рішенням загальних зборів. Одружений.
2 жовтня 2009 року Василь Гуменюк змінив прізвище на «Противсіх», а 3 листопада подав документи до ЦВК для реєстрації кандидатом у Президенти України. У ході кампанії Комітет виборців України висловив підозру, що члени комісій від Василя Противсіх раніше представляли Віктора Януковича, що може свідчити про його роль «технічного кандидата».
На виборах Президента України 2010 року за Василя Противсіх проголосувал 40 352, або 0,16 % виборців, що стало 14-м результатом серед 18 кандидатів.
У лютому 2010 року Василь Противсіх повернув собі старе прізвище — Гуменюк, а також заявив, що у другому турі підтримає Віктора Януковича.
На парламентських виборах 2012 року балотувався за виборчим округом № 83 (Івано-Франківськ) як самовисуванець, посів 8-ме місце серед 10 кандидатів з 627 голосами (0,62 %)